# Moçambique-tilapia
Moçambique-tilapia (Oreochromis mossambicus) är en fiskart som först beskrevs av Peters 1852. Den ingår i släktet Oreochromis, och familjen Cichlidae. Internationella naturvårdsunionen (IUCN) kategoriserar arten globalt som nära hotad. Inga underarter finns listade i Catalogue of Life.